# Torsten Kumfeldt
Karl Torsten Kumfeldt, född den 4 januari 1886 i Örebro, död den 2 maj 1966 i Stockholm, var en svensk direktör, simmare och vattenpolospelare.
Torsten Kumfeldt var son till stenhuggerifabrikören V. Gustafsson och Anna Lindh. Efter att ha utbildat sig vid tekniska högskolan i Darmstadt (examen 1907) arbetade han en period vid ett arkitektkontor innan han 1909 inträdde i den av fadern och dennes bror grundade firman Bröderna Gustafssons stenhuggeri AB, vars verkställande direktör och styrelseordförande han blev 1931. Han var också ledamot av styrelsen för Stenindustrins forskningsinstitut och ordförande samt sedermera  hedersledamot i Sveriges stenindustriförbund.
Vid sidan av sitt yrke var Kumfeldt en aktiv simmare som deltog i tre olympiska sommarspel 1908-1920. Som vattenpolospelare tog han tre olympiska medaljer. Han var också engagerad i Svenska Livräddningssällskapet och erhöll under sitt liv ett flertal simnings- respektive livräddningsrelaterade utmärkelser samt blev riddare av Vasaorden. Han var även frimurare samt medlem av Coldinuorden.